# Le Garzantine
Le Garzantine sono una collana di enciclopedie generali e tematiche edite dalla Garzanti. La collana, concepita dall'editore Livio Garzanti, è stata inaugurata nel 1962 con la prima edizione dell'Enciclopedia Universale. Considerata all'epoca una collana innovativa, fu contrapposta a enciclopedie considerate meno "flessibili" come la Treccani o l'Europea.

## L'Enciclopedia Universale
La prima e più nota edizione della serie fu la celebre Garzantina Universale, pubblicata per la prima volta nell'aprile 1962, in due volumi (vol. I: A-K; vol. II: L-Z) al prezzo, all'epoca assai modico per un'opera enciclopedica, di 2500 lire. L'opera includeva 52.000 voci, 3000 illustrazioni e cinque supplementi sulla grammatica italiana, le locuzioni e gli aforismi celebri, l'indice delle grandi opere letterarie e musicali, la produzione mondiale e i primati dello sport.
Da subito pubblicizzata come "l'enciclopedia per tutti", l'iniziativa fu subito un grande successo, arrivando negli anni a divenire un bestseller del settore, con più di 7 milioni di copie, e generando nuove opere collaterali, che costituirono poi la serie delle Garzantine.
La più recente versione dell'Enciclopedia Universale è aggiornata al novembre 2015.

## Le Enciclopedie tematiche
Oltre all'Enciclopedia Universale sono state pubblicate 34 enciclopedie tematiche nella collana Le Garzantine:
- Antichità classica, 2000, ISBN 88-11-504-86-4, pp. 1664
- Architettura, 2001, ISBN 88-11-504-96-1, pp. 1072
- Arte, IIIª ed., 2002, ISBN 88-11-504-95-3, pp. 1632
- Astronomia e Cosmologia, di John Gribbin, trad. Libero Sosio, 2014, ISBN 88-11-505-17-8, pp. 672
- Atlante biologico, 1989, ISBN 88-11-504-55-4, pp.640
- Atlante geopolitico, di Gérard Chaliand e Jean-Pierre Rageau, 1999, ISBN 88-11-504-85-6, pp. 224
- Atlante Storico. Cronologia della storia universale dalle culture preistoriche ai giorni nostri, ISBN 88-11-505-07-0, pp. 864
- Chimica, IIª ed., 2002, ISBN 88-11-505-05-4, pp.1056
- Cinema, a cura di Gianni Canova, 2009, ISBN 88-11-505-16-X, pp. 1376
- Citazioni, di Elena Spagnol, Presentazione di Enzo Biagi, 2000, ISBN 88-11-504-89-9, pp. 1200
- Cucina, a cura di Allan Bay 2010, ISBN 978-88-115-0529-7, pp. 1264
- Diritto, a cura di Gianmaria Ajani, III ed., ISBN 978-88-115-0524-2, pp. 1664
- Economia, IIIª ed., 2011, ISBN 88-11-504-91-0, pp. 1408
- Filosofia, IIIª ed., 2004, ISBN 88-11-505-15-1, pp. 1504
- Finanza, IIIª ed., 2004, ISBN 88-11-505-13-5, pp. 736
- Fiori e Giardino, a cura di Ippolito Pizzetti, 2011, ISBN 88-11-505-09-7, pp. 1008
- Geografia, IIª ed., 2006, ISBN 88-11-505-19-4, pp. 1632
- Italiano. Grammatica, sintassi, dubbi, a cura di Luca Serianni e Alberto Castelvecchi, con un glossario di Giuseppe Patota, 2012, ISBN 88-11-504-88-0, pp. 624
- Letteratura, IVª ed., 2011, ISBN 978-88-115-0521-1, pp. 1720
- Matematica, a cura di Walter Maraschini e Mauro Palma, 2013, ISBN 978-88-115-0525-9, pp. 1536
- Medicina, 2011, ISBN 88-11-504-93-7, pp. 1456
- Medioevo, con la collaborazione di Glauco Maria Cantarella, 2007, ISBN 978-8811505068, pp. 1760
- Mitologia [greca e romana] (tit. orig. Dictionnaire de la mythologie grecque et romaine, 1979-1988), con la collaborazione di Pierre Grimal, edizione italiana a cura di Carlo Cordié, Prefazione di Charles Picard, trad. Pier Antonio Borgheggiani, 1990-2013, ISBN 88-11-504-82-1, pp. 888
- Musica, Iª ed. 1974, ultima edizione 2012, ISBN 88-11-504-84-8, pp. 1264
- Prodotti tipici d'Italia, a cura di Davide Paolini, 2005, ISBN 88-11-504-94-5, pp. 704
- Psicologia, di Umberto Galimberti, 1999, ISBN 88-11-504-79-1, pp. 1264
- Puericultura. Il bambino da 0 a 6 anni, ISBN 88-11-505-04-6, pp. 640
- Radio, a cura di Peppino Ortoleva e Barbara Scaramucci, 2003, ISBN 88-11-504-97-X, pp. 1088
- Religioni, di Gerhard Josef Bellinger, 2000, ISBN 88-11-504-54-6, pp. 864
- Scienze, IIIª ed., 2005, ISBN 88-11-505-08-9, pp.1632
- Simboli (tit. orig. Knaurs Lexikon der Symbole, 1989), Introduzione e redazione di Hans Biedermann, edizione italiana a cura di Lucio Felici, 1991-2011, ISBN 88-11-504-81-3, pp. 672
- Sport, a cura di Claudio Ferretti e Augusto Frasca, 2008, ISBN 978-88-115-0522-8, pp. 1680
- Televisione, a cura di Aldo Grasso, IIIª ed., 2008, ISBN 978-88-115-0526-6, pp. 896
- Universale, XIIª ed., 2015, ISBN 978-88-115-0542-6, pp.2000
- Vino, a cura di Paolo Della Rosa, 2009, ISBN 978-88-115-0523-5, pp. 784

## Abbinamenti editoriali
Nel 2005 le Garzantine sono state vendute in abbinamento con TV Sorrisi e Canzoni. 
Fra la fine del 2006 e il 2007 sono state vendute in abbinamento con il Corriere della Sera. 
Fra la fine del 2008 e il 2009 sono state abbinate a La Gazzetta dello Sport.